# Приріт східний
Приріт східний (Batis minor) — вид горобцеподібних птахів прирітникових (Platysteiridae).

## Поширення
Вид поширений в Східній Африці. Трапляється в Сомалі, Танзанії та Кенії. Мешкає в найрізноманітніших лісових середовищах існування посушливих лісистих саван до краю гірського вічнозеленого лісу, включаючи парки та сади.

## Опис
Дрібний птах, завдовжки 10 см і вагою 9,3–13,8 г. [4] Це невеликий, кремезний, досить активний комахоїдний птах з білим, чорним і сірим оперенням. Лоб, маківка і потилиця чорнувато-сірі з білим суперцилієм (бровами) і лоральною плямою. Лицьова маска глянсово-синювато-чорна, а на потилиці є біла пляма. Плечі і спина темно-сірі, самиці мають сірішу шию. Нижня частина біла з глянцевою чорною грудкою у самців та темно-червонувато-коричневою у самиць. Хвіст чорний з білими зовнішніми пір'ями. Крила чорні з білою смугою. Дзьоб і ніжки чорні, очі жовті.

## Підвиди
- B. m. minor Erlanger, 1901 — південь Сомалі.
- B. m. suahelica Neumann, 1907 — південний схід Кенії та схід Танзанії.